# Estação Ferroviária de Coulão Junção
A estação ferroviária de Coulão Junção (ou Kollam Junction) (em malaiala കൊല്ലം ജംഗ്‌ഷൻ/ Quilon Junction), vulgarmente conhecida como estação ferroviária de Quilon, é a principal estação ferroviária de Coulão, uma cidade no estado de Kerala, na Índia. Está localizado perto do centro da cidade, Chinnakkada. É uma das estações ferroviárias mais movimentadas da Índia e a maior de Kerala.
Está localizado a 1,3 km da Estação Rodoviária KSRTC Coulão e a 1,9 km do Porto Marítimo de Coulão. É a segunda maior estação ferroviária de Kerala em área e a maior em número de carris.

## História
Coulão foi a quinta cidade de Kerala a estar ligada às ferrovias indianas. Em 1904, a linha ferroviária que liga Chenai a Coulão via Madurai foi concluída e a estação ferroviária de Coulão foi inaugurada pelo Rei Rama Varma do Reino de Travancore.
A 4 de janeiro de 1918, a linha férrea foi prolongada até Chala em Thiruvananthapuram (capital do estado de Kerala) através do Paravur e Varkala.